# Dark Future (jeu)
Pour les articles homonymes, voir Dark Future.
Dark Future est un jeu de société de combat de voitures, inspiré des films Mad Max (George Miller, 1979) et La Course à la mort de l'an 2000 (Paul Bartel, 1975), et édité par Games Workshop en 1988.

## Produits
- Dark Future (1988)
- White Line Fever (1988), supplément
- Dead Man’s Curve (1990), supplément paru dans la revue White Dwarf
- Battlecars[1] : boîte contenant seize figurines (8 voitures et 8 motos)

## Œuvres dérivées
Romans de la collection Dark Future Series
- (en) Jack Yeovil, Demon Download, GW Books ltd, coll. « Dark Future Series » (no 1), 1990, 253 p. (ISBN 978-1-84416-236-9)
- (en) Jack Yeovil, Krokodil Tears, GW Books ltd, coll. « Dark Future Series » (no 2), 1991, 252 p. (ISBN 978-1-84416-379-3)
- (en) Jack Yeovil, Comeback Tour, GW Books ltd, coll. « Dark Future Series » (no 3), 1991, 252 p. (ISBN 978-1-872372-19-8)
- (en) Jack Yeovil, Route 666, GW Books ltd, coll. « Dark Future Series » (no 4), 1991, 251 p. (ISBN 978-1-84416-327-4)
- (en) Brian Craig, Ghost Dancers, GW Books ltd, coll. « Dark Future Series » (no 5), 1991, 240 p. (ISBN 978-1-872372-34-1)

Jeux vidéo
- Dark Future: Blood Red States, développé par Auroch Digital, est annoncé pour l'année 2016[2].